# Ferre Slegers
Ferre Slegers (1 december 2004) is een Belgisch voetballer die sinds 2023 uitkomt voor MVV Maastricht.

## Clubcarrière
Slegers ruilde in 2022 de jeugdopleiding van KRC Genk voor die van STVV. Daar wekte hij al gauw de aandacht van hoofdtrainer Bernd Hollerbach op. Een jaar later stapte hij over naar MVV Maastricht, waar hij een tweejarig contract met optie op een derde jaar ondertekende. Op 13 augustus 2023 maakte hij zijn officiële debuut in het eerste elftal van de club: op de openingsspeeldag van de Keuken Kampioen Divisie kreeg hij tegen VVV-Venlo (1-3-winst) meteen een basisplaats van trainer Maurice Verberne. Slegers opende kort na de rust de score en werd in de 72e minuut vervangen door Dailon Livramento. Slegers speelde in zijn debuutseizoen mee in 33 van de 38 competitiewedstrijden, bijna steeds als basisspeler.

## Clubstatistieken
| Seizoen         | Club            | Land               | Competitie      | Competitie | Competitie | Beker | Beker | Supercup | Supercup | Europees | Europees | Totaal | Totaal |
| Seizoen         | Club            | Land               | Competitie      | Wed.       | Dlp.       | Wed.  | Dlp.  | Wed.     | Dlp.     | Wed.     | Dlp.     | Wed.   | Dlp.   |
| --------------- | --------------- | ------------------ | --------------- | ---------- | ---------- | ----- | ----- | -------- | -------- | -------- | -------- | ------ | ------ |
| 2023/24         | MVV Maastricht  | Vlag van Nederland | Eerste divisie  | 33         | 4          | 1     | 0     | —        | —        | —        | —        | 35     | 4      |
| 2024/25         | MVV Maastricht  | Vlag van Nederland | Eerste divisie  | 9          | 0          | 0     | 0     | —        | —        | —        | —        | 9      | 0      |
| Carrière totaal | Carrière totaal | Carrière totaal    | Carrière totaal | 42         | 4          | 1     | 0     | 0        | 0        | 0        | 0        | 43     | 4      |

Bijgewerkt op 17 oktober 2024.

## Interlandcarrière
Slegers kwam in 2019 uit voor het U15 Futures-elftal van België. In november 2019 nam hij met België –16 deel aan een vriendschappelijk toernooi in Turkije, waar hij in twee wedstrijden driemaal scoorde.